# باول شوماخر
باول شوماخر (بالإنجليزية: Paul Schumacher)‏ هو سياسي أمريكي، ولد في 4 أبريل 1951 في كولمبوس في الولايات المتحدة. حزبياً، نشط في الحزب الجمهوري.